# Associação Dinamarquesa de Futebol
A Associação Dinamarquesa de Futebol (em dinamarquês: Dansk Boldspil Union, DBU) é o órgão que dirige e controla o futebol da Dinamarca, comandando a Super Liga Dinamarquesa, a Primeira Divisão Dinamarquesa, a Copa Dinamarquesa e a Seleção Dinamarquesa de Futebol. A sede deste órgão está localizada em Copenhague.